# The Call (Religionsgemeinschaft)
Als The Call bezeichnet sich eine von Lou Engle in den USA gegründete religiöse Organisation mit evangelikal-pfingstlerischen Eigenschaften. Ihre vorrangigen Aktivitäten bestehen aus Massenevangelisationen, öffentlichen Gebetsveranstaltungen und Musik-Konzerten. Nach eigenen Angaben gehören dieser Gemeinschaft weltweit mehrere hunderttausend Menschen an. The Call existiert in zahlreichen Ländern.

## Organisation
Die Gemeinschaft zeichnet sich durch einen enormen Missionseifer aus. In Deutschland fanden Workshops im Rahmen von Ferienfreizeiten für Jugendliche statt. Wesentlicher Zweck dieser Ferienfreizeiten war es, die Teilnehmer zu einer bibeltreuen Lebensführung anzuleiten, sowie die Jugendlichen zu ermuntern, als Missionare tätig zu werden. Der Gründer und Leiter des deutschen Ablegers, Ben-Rainer Krause, nennt diese Ausbildung von Jugendlichen als Missionare in einer Reportage als eines der Hauptziele seiner Arbeit.
In den USA hat Lou Engle The Call im Januar 2004 offiziell beendet, die Büros sind geschlossen, die amerikanische Webseite wurde zeitweise vom Netz genommen. Gleichzeitig gründete Engle die Nachfolgeorganisation The Cause. Während The Call vor allem auf Fasten und Gebete ausgerichtet war, verfolgt The Cause einen aktiveren Weg der politischen Einflussnahme, insbesondere im Kampf gegen die gleichgeschlechtliche Ehe und das Recht auf Schwangerschaftsabbruch.

## Dokumentarfilm
Jesus junge Garde – Die christliche Rechte und ihre Rekruten, Dokumentarfilm von Jobst Knigge & Britta Mischer, Deutschland 2005, 44 Minuten